# Lijst van moskeeën in Djibouti
Deze lijst omvat moskeeën in Djibouti.
| Naam                 | Afbeelding | Stad     | Inhuldiging | Stijl       | Opmerkingen                                           |
| -------------------- | ---------- | -------- | ----------- | ----------- | ----------------------------------------------------- |
| Abdülhamid II-moskee |            | Djibouti | 2019        | Ottomaans   | Het is de grootste moskee van Djibouti                |
| Hamoudi-moskee       |            | Djibouti | 1897        | Abbasidisch |                                                       |
| Al Sada-moskee       |            | Djibouti | 1912        | Abbasidisch |                                                       |
| Nouriye-moskee       |            | Djibouti |             |             |                                                       |
| Salman-moskee        |            | Djibouti |             | Abbasidisch |                                                       |
| Saoedische Moskee    |            | Djibouti |             |             | Naast een moskee bevindt zich daar ook een instituut. |